# RT-2
Pour les articles homonymes, voir RT2.
Le RT-2 était un missile balistique intercontinental conçu par l’OKB-1 et déployé par l’Union soviétique, qui a été en service de décembre 1968 à 1976. Il reçut le nom de code OTAN SS-13 Savage et portait l’indice GRAU 8K98. Environ 60 exemplaires ont été construits en 1972.

## Historique
Le RT-2 était le premier ICBM à propergol solide en service en Union soviétique et était un développement du RT-1 précédent. Il s’agissait d’un missile à guidage inertiel à trois étages, comparable au missile américain Minuteman. Il était armé d’une seule ogive de 600 kilotonnes et était lancé depuis des silos, bien qu’une version ferroviaire ait été envisagée par les planificateurs soviétiques. Il a été déployé dans le site de missiles de Iochkar-Ola.
Les Soviétiques ont utilisé les deux étages supérieurs du RT-2 pour développer le système IRBM mobile RT-15. Le RT-2PM Topol est censé être une version modernisée du RT-2

## Opérations
Le RT-2 était capable de transporter une charge utile de 540 kg et avait une portée opérationnelle maximale d’environ 10 000 km.

## Commande et contrôle
Un seul centre de contrôle de lancement (LCC) surveillait les nombreux lanceurs. Le concept de silo durcis et dispersés augmentait la capacité de survie du système et permettait d’exercer un contrôle constant sur les moteurs à propergol solide. Le quartier général de la RVSN exerçait le contrôle normal sur la force de missiles RT-2, par l’intermédiaire d’un quartier général intermédiaire de l’armée de terre et du complexe de lancement (HCC). Un complexe de lancement se composait d’un HCC et de plusieurs LCC, surveillant de nombreux lanceurs souterrains.

## Caractéristiques générales
- Longueur : 20 mm
- Diamètre : 1,7 mm
- Masse au lancement : 33,46 tonnes
- Guidage : guidage inertiel
- Propulsion : solide, à trois étages
- Ogive : nucléaire de 600 kilotonnes
- Autonomie : 10000 km

## Opérateurs
- Union soviétique : Les forces de fusées stratégiques étaient le seul opérateur du RT-2.